# Videogiochi di Batman

Batman & Robin per PlayStation

Lista di videogiochi aventi per protagonista o coprotagonista il personaggio dei fumetti Batman creato da Bob Kane.

## Come personaggio principale

### Batman(1986)
Tre anni prima che il film Batman rilanciasse la "Batmania", Ocean Software realizzò Batman, un'avventura isometrica 3D per Amstrad CPC, ZX Spectrum, MSX e altri home computer.
In questo gioco Batman deve recuperare le parti che costituiscono l'hovercraft "batcraft" esplorando un labirinto, senza capacità di attaccare i nemici.
Scritto da Bernie Drummond e Jon Ritman e molto apprezzato a suo tempo dalla critica, il videogioco è molto simile al loro seguente successo Head over Heels.
Nello stesso periodo la Ocean aveva in progetto anche un'avventura testuale su Batman, mai pubblicata per motivi sconosciuti. Secondo un ex sviluppatore era basata sul sistema di The Neverending Story e venne completata, ma risulta del tutto perduta.

### Batman: The Caped Crusader(1988)
Batman: The Caped Crusader è un videogioco a piattaforme uscito per molti computer dell'epoca, caratterizzato da uno stile simile alle tavole di un fumetto. È diviso in due distinte parti, giocabili in qualsiasi ordine.
Batman deve affrontare il Joker e il Pinguino (uno per parte), utilizzando pugni e batarang, e risolvendo enigmi.

### Batman(1989, computer)
Batman o Batman: The Movie è il primo dei videogiochi ufficiali tratti dal film Batman (1989) diretto da Tim Burton. Realizzato dalla Ocean Software, uscì per Amiga, C64, MS-DOS e altri computer ed ebbe grande successo.

### Batman(1989, console)
Batman o Batman: The Video Game è il secondo videogioco ufficiale tratto dal film Batman (1989).
Il gioco è disponibile per le console NES, Mega Drive e Game Boy. Le tre versioni, tutte della Sunsoft, sono relativamente diverse tra loro.

### Batman(1990, PC Engine)
La Sunsoft produsse anche un Batman tratto dal film per la console PC Engine, che si differenzia ulteriormente dalle precedenti versioni, avendo anche una diversa prospettiva 2.5D.

### Batman(1990, arcade)
Batman pubblicato come videogioco arcade dalla Atari Games ricalca anch'esso il film del 1989, e ne riproduce ambientazioni e situazioni. Sebbene simile ai vari titoli domestici, nessuno di essi fu una conversione dell'arcade.
Il protagonista dispone di diverse armi, come batarang o granate, e vi sono livelli con la Batmobile e il Batplano.
La colonna sonora del gioco è costituita dal tema musicale di Danny Elfman.

### Batman: Return of the Joker(1991)
Batman: Return of the Joker, noto anche come Batman: Revenge of the Joker per la versione Mega Drive, o Dynamite Batman per la versione NES giapponese, è un videogioco a scorrimento laterale in cui Batman deve fronteggiare Joker, fuggito ancora una volta di prigione, e ristabilire l'ordine a Gotham City. Le atmosfere del gioco ricordano molto il Batman degli anni '70.

### Batman Returns(1992)
Batman Returns è un videogioco ispirato al film Batman - Il ritorno (1992) diretto da Tim Burton e interpretato da Michael Keaton.
Uscì per molte console e computer, in versioni anche molto differenti tra loro.
Le versioni per console SEGA furono pubblicate dalla stessa SEGA, mentre quelle console Nintendo da Konami.

### Batman: The Animated Series(1993)
Batman: The Animated Series, realizzato nel 1993 da Konami esclusivamente per Game Boy, è il primo videogioco tratto dalla serie animata Batman.

### The Adventures of Batman & Robin(1994)
The Adventures of Batman & Robin, basato sulla serie animata Batman (rinominata appunto Le avventure di Batman & Robin nella seconda stagione), uscì nel 1994-1995 per le console Super Nintendo, Mega Drive, Sega CD e Game Gear, in versioni piuttosto differenti tra loro.

### Batman Forever(1995)
Batman Forever è un picchiaduro a scorrimento basato sul film Batman Forever e uscito per SNES, Mega Drive, Game Gear, Game Boy, MS-DOS.

### Batman: Partners in Peril(1996)
Batman: Partners in Peril è un fumetto interattivo della Inverse Ink per Windows 3.1 e Mac OS.

### Batman & Robin(1998)
Batman & Robin è il videogioco tratto dal film Batman & Robin del 1997, per PlayStation e Game.com.
È possibile impersonare i tre eroi che compaiono nel film: Batman, Robin e Batgirl. Scopo del gioco è impedire che Mr. Freeze riesca nel suo intento di congelare la città.

### Batman Beyond: Return of the Joker(2000)
Batman Beyond: Return of the Joker è un picchiaduro della Ubisoft per Nintendo 64, PlayStation e Game Boy Color, tratto dal film d'animazione Batman of the Future: Il ritorno del Joker.

### Batman: Chaos in Gotham(2001)
Ispirato alla serie animata Batman - Cavaliere della notte, in Chaos in Gotham per Game Boy Color Batman deve acciuffare i criminali fuggiti dall'Arkham Asylum.
Batman e Batgirl sono i personaggi giocabili, affiancati da Robin, Nightwing e il commissario Gordon.

### Batman: Gotham City Racer(2001)
Batman: Gotham City Racer è un gioco di corse automobilistiche per PlayStation ispirato alla serie animata Batman - Cavaliere della notte.
Gli eroi e alleati presenti nel gioco sono Batman, Batgirl, Nightwing, Tim Drake/Robin (cameo).

### Batman: Vengeance(2001)
Batman Vengeance è un videogioco per PS2, Xbox, Nintendo GameCube, Game Boy Advance e Microsoft Windows.
Il gioco si sviluppa in 19 livelli, intervallati da scene di stampo cinematografico per una durata totale di circa 40 minuti. Le tecnologia utilizzata è la Gouraud Shading, e la visuale è in terza persona. Tra le armi utilizzabili, Batarang, rampino e granate.
Basato sulla serie animata Batman - Cavaliere della notte, in questo episodio Batman è oggetto di una cospirazione ordita dai maggiori criminali di Gotham.
Tra i doppiatori originali figurano quelli della serie animata Kevin Conroy (Batman) e Mark Hamill (il Joker).

### Batman: Dark Tomorrow(2003)
Batman: Dark Tomorrow è un videogioco in terza persona con elementi stealth sviluppato da HotGen e distribuito da Kemco nel 2003 per Nintendo GameCube e Xbox.

### Batman: Rise of Sin Tzu(2003)
Batman: Rise of Sin Tzu è un picchiaduro della Ubisoft per GameCube, PlayStation 2, Xbox, Game Boy Advance.
La notte dell'anniversario della morte dei genitori di Bruce Wayne, Batman deve affrontare un nuovo boss del crimine, Sin Tzu, insieme ai classici villains Spaventapasseri, Clayface e Bane.
Il personaggio di Sin Tzu è stato creato dal disegnatore Jim Lee.

### Batman: Justice Unbalanced(2003)
Batman: Justice Unbalanced della The Learning Company, per Macintosh e Windows, è un gioco con elementi rompicapo rivolto ai bambini.

### Batman: Toxic Chill(2003)
Batman: Toxic Chill della The Learning Company, per Macintosh e Windows, è un gioco con elementi rompicapo rivolto ai bambini.

### Batman Begins(2005)
Batman Begins, prodotto da EA Games, è un adattamento del film Batman Begins (2005) diretto da Christopher Nolan. Uscì per PlayStation 2, GameCube, Xbox, Game Boy Advance.
Il videogioco segue linearmente lo sviluppo delle vicende raccontate dal film, modificandone alcune parti per adattarle al gameplay.
Tra i doppiatori dei personaggi nella versione originale, figurano gli stessi interpreti della pellicola cinematografica Christian Bale (Bruce Wayne/Batman), Liam Neeson (Henri Ducard), Michael Caine (Alfred Pennyworth), solo per citarne tre, così come in lingua italiana sono doppiati dagli stessi doppiatori del film, ovvero Claudio Santamaria (Bruce Wayne/Batman), Alessandro Rossi (Henri Ducard), Simone D'Andrea (Jonathan Crane/Spaventapasseri), Renato Mori (Lucius Fox) e tutti gli altri.

### Batman Begins(2005, cellulari)
Batman Begins della Warner Bros. Online è un altro gioco tratto meno fedelmente dal film di Nolan in versione platform per dispostivi mobili.

### Batman: Gotham City Rescue(2005)
Batman: Gotham City Rescue è un videogioco educativo per la console V.Smile.

### LEGO Batman: Il videogioco(2008)
LEGO Batman: Il videogioco è un videogioco per molte piattaforme in cui l'universo di Batman è stato riadattato in versione LEGO, un'operazione simile alle trilogie di Lego Star Wars.

### The Dark Knight: The Mobile Game(2008)
The Dark Knight: The Mobile Game è un gioco per dispositivi mobili della Glu Mobile, tratto dal film Il cavaliere oscuro.

### Batman: Arkham Asylum(2009)
Batman: Arkham Asylum è un videogioco stealth e d'azione di grande successo, pubblicato dalla Eidos Interactive per Macintosh, PlayStation 3, Windows ed Xbox 360.
Il Joker organizza un attacco all'ufficio del sindaco, ma viene fermato da Batman senza opporre resistenza e riportato da quest'ultimo all'Arkham Asylum. Una volta arrivato al manicomio, il Cavaliere Oscuro scoprirà che la facile resa del Clown Principe Del Crimine faceva parte di un gigantesco piano ideato dal supercriminale stesso: prendere il controllo dell'ospedale psichiatrico, servendosi dell'aiuto degli altri supercriminali rinchiusi nel manicomio e dei suoi sgherri trasferiti da Blackgate ad Arkham a causa di un incendio al penitenziario. Toccherà a Batman riportare l'ordine nell'ospedale psichiatrico.
I doppiatori sono quelli della serie animata degli anni '90, sia in lingua originale che in lingua italiana: ovvero Kevin Conroy (Batman) e Mark Hamill (il Joker) per quanto riguarda la versione in inglese, e Marco Balzarotti (Batman) e Riccardo Peroni (il Joker) per quella in italiano.

### Batman: The Brave and The Bold(2010)
Batman: The Brave and The Bold per Nintendo DS e Wii, edito dalla Warner Bros. Interactive Entertainment, è un platform tratto dalla serie animata Batman: The Brave and the Bold.

### Batman: Arkham City(2011)
Batman: Arkham City è il sequel del fortunato Batman: Arkham Asylum; distribuito per PlayStation 3, Windows e Xbox 360, è stato un grande successo sia di critica che d'incassi.
La trama si svolge circa 18 mesi dopo gli eventi narrati nel capitolo precedente. L'Arkham Asylum e Blackgate vengono dichiarati non sufficientemente sicuri per contenere i criminali di Gotham City, così il nuovo sindaco di Gotham ed ex direttore del manicomio, Quincy Sharp, decide di trasformare una parte della città in un enorme penitenziario a cielo aperto chiamato Arkham City, mettendoci lo psichiatra Hugo Strange al comando. Strange in qualche modo ha scoperto che Batman è in realtà Bruce Wayne, così manda una squadra dell'organizzazione militare "Tyger" a catturare il miliardario durante un comizio tenuto dallo stesso Wayne per denunciare la realizzazione di Arkham City, al fine di rinchiuderlo nel penitenziario ideato da Sharp. Lo psichiatra rivela all'alter ego del Cavaliere Oscuro l'esistenza di un misterioso Protocollo 10, la cui entrata in vigore è prevista circa 10 ore più tardi. Wayne riesce a liberarsi dalle grinfie di Strange e decide di non lasciare Arkham City finché non avrà scoperto cos'è il Protocollo 10, facendosi così inviare da Alfred la tuta di Batman tramite il Batplano, in modo da iniziare la nuova avventura nei panni del Cavaliere Oscuro.
Circa il 10% della trama viene giocato nei panni di Catwoman, che fa il suo arrivo ad Arkham City per rubare dei diamanti da Due Facce. Sono stati anche distribuiti molti contenuti scaricabili che permettono ad esempio di giocare nei panni di Robin o Nightwing.
I doppiatori, sia in lingua originale che in lingua italiana, sono più o meno gli stessi del capitolo precedente, ovvero Kevin Conroy (Batman) e Mark Hamill (Joker), per quanto riguarda la versione in inglese, e Marco Balzarotti (Batman) e Riccardo Peroni (Joker) per quella in italiano.

### LEGO Batman: The Mobile Game(2011)
LEGO Batman: The Mobile Game della Gameloft per dispositivi mobili fa parte della linea LEGO Batman ed è un picchiaduro a scorrimento orizzontale.

### LEGO Batman 2: DC Super Heroes(2012)
LEGO Batman 2: DC Super Heroes, seguito di LEGO Batman: Il videogioco, uscì per Microsoft Windows, PlayStation 3, PlayStation Vita, Nintendo 3DS, Wii, Nintendo DS, Xbox 360, macOS, iOS, Wii U.

### The Dark Knight Rises(2012)
The Dark Knight Rises è un gioco per dispositivi mobili Android, Fire OS, iOS, Windows Phone e J2ME della Gameloft tratto dal film Il cavaliere oscuro - Il ritorno.

### Batman: Arkham Origins(2013)
Batman: Arkham Origins della Warner Bros. Interactive Entertainment per PlayStation 3, Wii U, Windows, Xbox 360 è un prequel della saga di Batman: Arkham.
Gli eventi del videogioco si svolgono diversi anni prima di quelli narrati in Batman: Arkham Asylum, e viene mostrato un Batman più giovane e meno esperto nella lotta al crimine, il quale incontrerà per la prima volta alcuni dei suoi più grandi nemici e alleati. In questa avventura il Cavaliere Oscuro non ha ancora ottenuto il suo status di paladino di Gotham City, ma agisce come un vigilante la cui esistenza è ancora dubitata da molti poliziotti e criminali.

### Batman: Arkham Origins Blackgate(2013)
Batman: Arkham Origins Blackgate per Nintendo 3DS e PS Vita è un seguito 2.5D a scorrimento di Batman: Arkham Origins.
Nel 2014 uscì una Deluxe Edition migliorata per PlayStation 3, Wii U, Windows, Xbox 360.

### Batman(2013)
Batman è un videogioco arcade della Raw Thrills dove si pilotano molti modelli di Batmobile.

### LEGO Batman 3: Gotham e oltre(2014)
LEGO Batman 3: Gotham e oltre, per Microsoft Windows, PlayStation 4, PlayStation 3, PlayStation Vita, Xbox One, Xbox 360, Wii U, Nintendo 3DS, macOS e iOS, è il terzo titolo della saga LEGO Batman, il primo con doppiaggio in italiano.

### Batman: Arkham Knight(2015)
Batman: Arkham Knight per PlayStation 4, Windows e Xbox One è il quarto titolo della serie Batman: Arkham.
Lo Spaventapasseri è tornato, stringendo un'alleanza con altri supercriminali per eliminare definitivamente Batman e minacciando l'intera Gotham di usare un nuovo gas sulla popolazione. La polizia è costretta a sgombrare le strade e le abitazioni, ritrovandosi con una città fantasma in cui regna la criminalità molto più che in passato. Il Cavaliere Oscuro dovrà mettere fine a tutto questo.

### Batman: Arkham VR(2016)
Batman: Arkham VR è un videogioco di avventura in realtà virtuale sviluppato da Rocksteady Studios e pubblicato da Warner Bros. Interactive Entertainment per PlayStation 4 e Microsoft Windows. Fa parte della serie Batman: Arkham.
È il primo capitolo a utilizzare visori per la realtà virtuale, consentendo ai giocatori di vivere il mondo di gioco dalla prospettiva di Batman. È utilizzabile con i visori HTC Vive, Oculus Rift e Valve Index.
Scritta da Ian Ball e Martin Lancaster, la trama del gioco si svolge tra Batman: Arkham City del 2011 e Batman: Arkham Knight del 2015 e segue Batman mentre indaga sulla scomparsa dei suoi alleati Nightwing e Robin.

### Batman: The Telltale Series(2016)
Batman: The Telltale Series è un gioco di ruolo a scelta multipla della Telltale Games, pubblicato a episodi per Microsoft Windows, Android, iOS, macOS, PlayStation 3, PlayStation 4, Xbox 360, Xbox One, Nintendo Switch. Si impersona sia Batman che Bruce Wayne in base alle situazioni e alle nostre scelte. Si tratta di un rifacimento alquanto originale della storia del Cavaliere Oscuro e del suo universo, che narra i primi anni di Bruce Wayne nei panni del vigilante noto come Batman. In questo gioco il Cavaliere Oscuro dovrà vedersela contro il boss della malavita più influente di Gotham, i Falcone, e contro criminali emergenti come Due Facce e il Pinguino e soprattutto contro una banda di terroristi noti come i Children of Arkham, che spargono il panico nell'intera città. In questo gioco avviene anche il primo incontro tra Bruce Wayne/Batman e Joker, prima che quest'ultimo diventasse il clown principe del crimine, ed era ancora noto con il fittizio nome di John Doe. Oltre a ciò Bruce Wayne dovrà sopportare la pressione di uno scandalo che riguarda suo padre, che lo vede complice di criminali.

### Batman: Return to Arkham(2016)
Batman: Return to Arkham è una raccolta per PlayStation 4 e Xbox One, comprendente versioni rimasterizzate di Batman: Arkham Asylum e Batman: Arkham City, che non erano usciti in precedenza per queste piattaforme.

### Batman v Superman: Who Will Win(2016)
Batman v Superman: Who Will Win è un gioco 3D per Android, browser e iOS, tratto dal film Batman v Superman: Dawn of Justice.

### Batman: The Enemy Within(2017)
Batman: The Enemy Within è il seguito di Batman: The Telltale Series, ambientato un anno dopo e anch'esso pubblicato a episodi, tra il 2017 e il 2018. Questa volta Batman/Bruce Wayne dovrà vedersela contro la pericolosa banda di supercriminali nota come il Patto criminale e composta da l'Enigmista, Bane, Mr. Freeze, Harley Quinn e John Doe, il quale potrebbe diventare il Joker in base alle scelte del giocatore. Nel gioco compare anche Amanda Waller direttrice dell'Agenzia, un gruppo governativo disposto a tutto per fermare i membri del Patto. Bruce Wayne dovrà anche gestire diversi problemi personali come il suo maggiordomo e figura paterna, Alfred Pennyworth, che sta avendo una sindrome post trauma dopo gli eventi del gioco precedente, la morte del suo amico e collaboratore Lucius Fox e la sua complicata relazione e collaborazione con Selina Kyle/Catwoman e con l'agenzia di Amanda Waller.

### The LEGO Batman Movie(2017)
The LEGO Batman Movie è un gioco d'azione e di corse per Android, iOS e tvOS, basato su LEGO Batman - Il film.

## Altro

### Justice League Heroes(2006)
Justice League Heroes è un gioco di ruolo con caratteristiche action, che permette impersonare Batman, Superman, Wonder Woman, Flash, Lanterna Verde, Martian Manhunter e Zatanna.

### Mortal Kombat vs DC Universe(2008)
Mortal Kombat vs DC Universe è un videogioco picchiaduro che presenta un crossover tra il mondo dei personaggi Mortal Kombat e quelli dei fumetti DC.

### Batman: Arkham Underworld(2016)
Batman: Arkham Underworld è un gioco strategico per iOS ambientato nella saga Batman: Arkham e giocato dalla parte dei "cattivi". Nonostante il titolo, Batman stesso non è presente.

### Rocket League: Batman v Superman - Dawn of Justice Car Pack(2016)
Batman v Superman è un'espansione per il gioco sportivo di calcio-automobilismo Rocket League, ispirata al film Batman v Superman: Dawn of Justice.

### LEGO Dimensions: Story Pack - The LEGO Batman Movie(2017)
The LEGO Batman Movie è un'espansione per LEGO Dimensions a tema con LEGO Batman - Il film.

### MultiVersus(2022)
MultiVersus, uscito per molti sistemi, è un picchiaduro che mescola molti personaggi diversi della Warner Bros., da Batman a Tom & Jerry.